# Langenried (Oberreute)
Langenried (westallgäuerisch: Langəriəd) ist ein Gemeindeteil der Gemeinde Oberreute im bayerisch-schwäbischen Landkreis Lindau (Bodensee).

## Geographie
Das Dorf liegt circa 1,3 Kilometer nördlich des Hauptorts Oberreute am Oberberg und zählt zur Region Westallgäu.

## Geschichte
Langenried wurde erstmals im Jahr 1475 urkundlich erwähnt. Der Ortsname bezieht sich auf den Flurnamen ze dem langen ried. Im Jahr 1772 fand die Vereinödung mit 14 Teilnehmern in Langenried statt.